# سس میگو

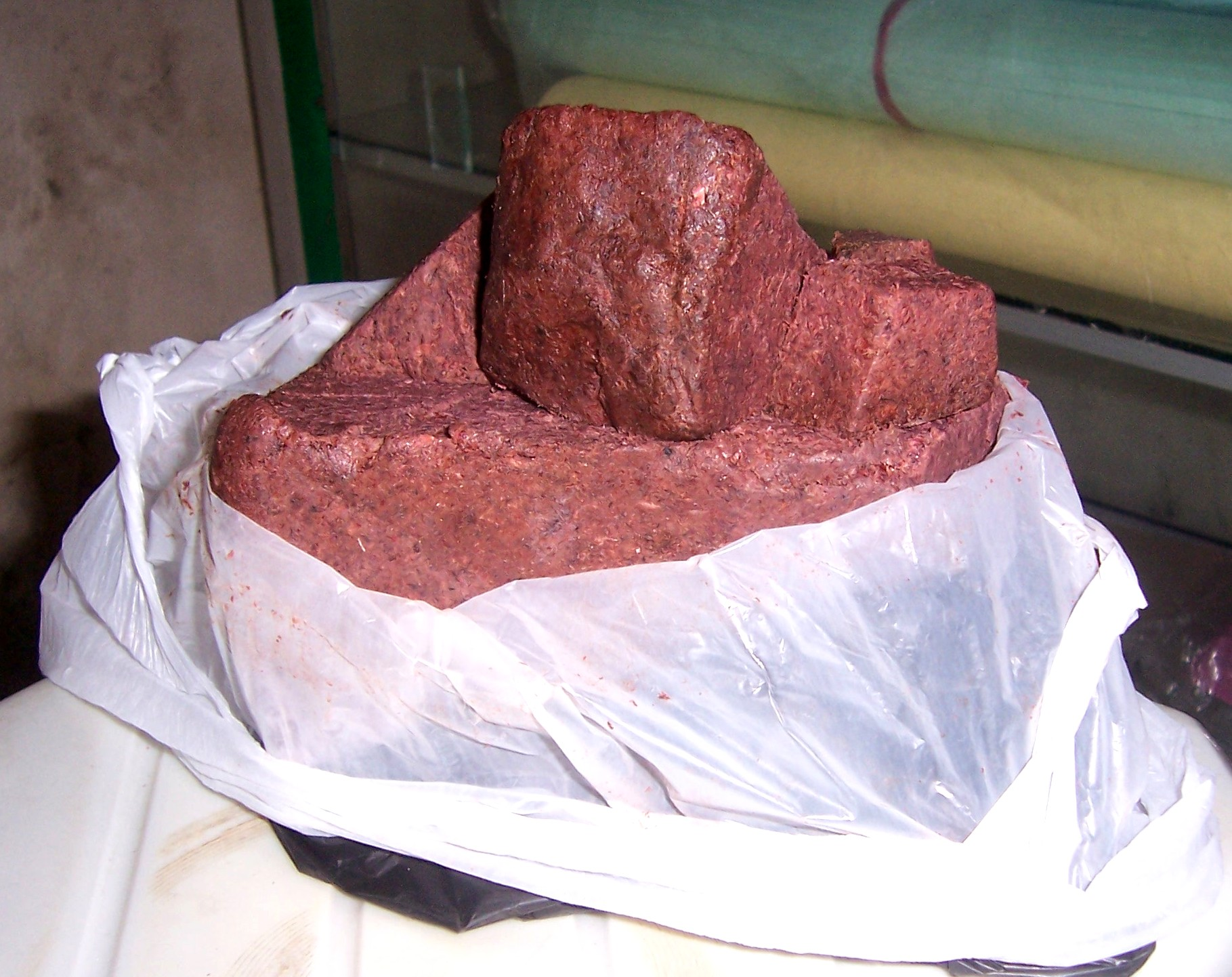
خمیر میگوی بنام «لنگ کاره» که در جزیره لومبوک در اندونزی تهیه می‌شود

سس میگو، خمیر میگو یک نوع چاشنی غذای تخمیر شده است که بیشتر در آشپزی آسیای جنوب شرقی و جنوب آسیا به کار برده می‌شود.